# كونستانس هنت
كونستانس هنت هي قاضية ومحامية كندية، ولدت في 11 يناير 1950 في يوركتن في كندا.